# 腊米语
腊米语（红河县自称: la21 mi55，意为“地位低”；），是一种在中国云南省江城哈尼族彝族自治县、墨江哈尼族自治县、金平苗族瑶族傣族自治县、红河县、绿春县三猛乡哈德使用的南部彝语。
腊米语由Zhang（1998）和Wang（2011）记录。

## 分布
在墨江县腊米语由共3,105人使用（Yang & Zhang 2010:9）。
- 那哈乡（1,844人）
- 龙潭乡（446人）
- 渔塘乡（415人）
- 坝溜乡（312人）
- 联珠镇（88人）

Lefèvre-Pontalis（1892）报告了在景洪的腊米语，并给出了腊米语的词表。